# Divadelní náměstí (Novi Sad)
Divadelní náměstí (srbsky Позоришни трг) je název pro veřejné prostranství, které se nachází v hlavní městě AO Vojvodiny v Srbsku, v Novém Sadu. Nachází se v historickém jádru města, mezi Náměstím svobody a širokou čtyřproudou ulicí Uspenska. 
Náměstí vzniklo přestavbou části Židovské ulice, která směřuje ze samotného centra města směrem dále na západ do Futogu. V souvislosti s výstavbou brutalistní budovy národního divadla byla stržena severní strana původní ulice. Části, které nebyly využity pro objekt divadla, byly upraveny jako park nebo jako pěší zóna. Tím vznikl veřejný prostor, který propojil historické náměstí Svobody s ulicí Uspenska. 
V roce 2021 byla uskutečněna obnova prostranství nákladem 400 milionů srbských dinárů. Její součástí byla výsadba více než dvaceti stromů a výměna dlažby i podoby prostranství. Rekonstrukce byla kritizována ohledně návrhu provedení i kvality anglického překladu některých srbských textů, které zde byly umístěny.